# Sastroides tarsalis
Sastroides tarsalis es una especie de insecto coleóptero de la familia Chrysomelidae.
Fue descrita científicamente en 1994 por Mohamedsaid in Mohamed Said, Mohamed S.